# Armand Swartenbroeks
Armand Swartenbroeks (Bruxelas, 30 de junho de 1892 - 3 de outubro de 1980) foi um futebolista belga que competiu nos Jogos Olímpicos de Verão de 1920.Ele ganhou a medalha de ouro como membro da Seleção Belga de Futebol.

## Ligações Externas
- Perfil